# André Brulé
André Bernard Raymond Brulé (* 4. Februar 1922 in Billancelles; † 3. März 2015 in Clamart) war ein französischer Radrennfahrer.

## Sportliche Laufbahn
Brulé war Straßenradsportler und im Querfeldeinrennen (heutige Bezeichnung Cyclocross) aktiv. 1941 siegte er im Eintagesrennen Paris–Rouen. 1943 fuhr er als Unabhängiger. 1944 wurde er Berufsfahrer im Radsportteam Alcyon-Dunlop. Er blieb bis 1961 als Radprofi aktiv.
1943 gewann er Paris–Le Mans, den Circuit du Midi, 1945 den Grand Prix Arsène Mersch und den Grand Prix du Pneumatique. 1944 gewann er eine Etappe im Criterium du Midi. 1949 holte Brulé den Gesamtsieg in der Marokko-Rundfahrt und einen Etappensieg in der Rundfahrt. Auch in der Luxemburg-Rundfahrt und in der Tour de Suisse (4. Gesamtrang) gewann er jeweils eine Etappe. 1950 gewann er erneut eine Etappe der Marokko-Rundfahrt. Zweite Plätze holte Brulé 1943 in der nationalen Meisterschaft im Mannschaftszeitfahren, 1947 in der Tour du Calvados hinter Lucien Lauk und 1952 bei Paris–Bourges.
Die Tour de France bestritt Brulé dreimal. 1948 wurde er 12., 1949 23. und 1950 14. der Gesamtwertung. Im Giro d’Italia 1950 wurde er 33.
Im Querfeldeinrennen wurde er 1958 und 1959 Vize-Meister in Frankreich, jeweils hinter André Dufraisse. Im Critérium international de cyclocross 1941 kam er auf den zweiten Platz hinter Robert Oubron. Bei den Cyclocross-Weltmeisterschaften 1958 wurde Brulé Fünfter, 1959 wurde er Siebenter.